# Richard Wilhelm (Politiker)
Richard Wilhelm (* 3. Juli 1962 in Dornbirn) ist ein österreichischer Politiker (SPÖ). Er war von 2013 bis 2015 vom Landtag Steiermark entsandtes Mitglied des österreichischen Bundesrats.

## Leben
Richard Wilhelm absolvierte von 1977 bis 1980 eine Ausbildung zum Schlosser bei Voestalpine und 1988 wurde er Fahrschullehrer. Er bildete sich an der Gewerkschaftsschule und der Otto-Möbes-Akademie weiter. Seit 2000 ist er Zentralbetriebsratsvorsitzender.
1979 trat er der SPÖ bei. Am 11. März 2013 wurde Wilhelm als vom steirischen Landtag entsandtes Mitglied des Bundesrats angelobt. Nach der Landtagswahl in der Steiermark 2015 und der dadurch bedingten Neubestellung der Bundesrats-Mitglieder schied Richard Wilhelm mit 15. Juni 2015 aus dem Bundesrat aus.